# Silbaš
Silbaš (ćir.: Силбаш, mađ.: Szilbács) je naselje u općini Bačka Palanka u Južnobačkom okrugu u Vojvodini.

## Stanovništvo
Prema popisu stanovništva iz 2002. godine u Silbašu živi 2.849 stanovnika,  od toga 3.126 punoljetnih stanovnika, a prosječna starost stanovništva iznosi 40,3 godina (39,1 kod muškaraca i 41,4 kod žena). U naselju ima 964 domaćinstva, a prosječan broj članova po domaćinstvu je 2,96.
Prema popisu stanovništva iz 1991. godine u naselju je živjelo 2.806 stanovnika.
| Etnički sastav 2002. |            |        |
| Narod                | Stanovnika | %      |
| Srbi                 | 1.601      | 56,19% |
| Slovaci              | 1.018      | 35,73% |
| Romi                 | 44         | 1,54%  |
| Jugoslaveni          | 34         | 1,19%  |
| Hrvati               | 19         | 0,66%  |
| Mađari               | 10         | 0,35%  |
| Rusini               | 2          | 0,07%  |
| Slovenci             | 2          | 0,07%  |
| ostali               | 4          | 0,12%  |
| nepoznato            | 15         | 0,52%  |

| broj stanovnika | 3308  | 3295  | 3267  | 3144  | 3025  | 2806  | 2849  |
|                 | 1948. | 1953. | 1961. | 1971. | 1981. | 1991. | 2001. |

## Vanjske poveznice
- Karte, udaljenosti vremenska prognoza  Arhivirana inačica izvorne stranice od 14. ožujka 2009. (Wayback Machine)
- Satelitska snimka naselja  Arhivirana inačica izvorne stranice od 7. ožujka 2021. (Wayback Machine)